# إميل بينهيرو
إميل بينهيرو (بالبرتغالية: Emil Pinheiro‏) هو مسير رياضي برازيلي، ولد في 1923 في ريو دي جانيرو في البرازيل، وتوفي بنفس المكان في 16 يوليو 2001 بسبب مرض باركنسون.